# Alain Blondel
Alain Blondel (* 7. prosince 1962, Le Petit-Quevilly) je bývalý francouzský atlet, mistr Evropy v desetiboji z roku 1994.
Dvakrát – v roce 1988 a 1992 – startoval v desetiboji na olympiádě. V roce 1994 se stal v této disciplíně mistrem Evropy v osobním rekordu 8453 bodů, zároveň v této sezóně skončil třetí v halovém sedmiboji na halovém mistrovství Evropy.